# Seznam enot nepremične kulturne dediščine v Občini Cerkvenjak
Seznam enot nepremične kulturne dediščine v Občini Cerkvenjak.

## Seznam
| Slika | Ime                                       | Evidenčna številka | Kraj           | Leto razglasitve | Vrsta spomenika  | Tip spomenika              | Časovna uvrstitev           | Opis |
| ----- | ----------------------------------------- | ------------------ | -------------- | ---------------- | ---------------- | -------------------------- | --------------------------- | --- |
|       | Arheološko najdišče Pučkova njiva         | 10659              | Andrenci       | 1992.            | lokalnega pomena | arheološka dediščina       | rimska doba                 | Sledovi rimskodobne poselitve; ostaline lesene stavbe in odlomki lončenine |
|       | Čehova kapela                             | 23587              | Andrenci       |                  |                  | sakralna stavbna dediščina | druga polovica 19. stoletja | Kapelica iz druge polovice 19. stoletja ima majhen lesen zvonik na strehi. Vrata in okna so polkrožno zaključeni. |
|       | Domačija Vračič                           | 24954              | Andrenci       |                  |                  | profana stavbna dediščina  | druga polovica 19. stoletja | Domačijo iz druge polovice 19. stoletja sestavljata lesena cimprana hiša in podkleteno gospodarsko poslopje s prešo. Poslopji sta kriti z opečno kritino. Domačija stoji v Andrencih št. 3. |
|       | Eneolitska naselbina Andreški vrh         | 5                  | Andrenci       | 1992             | lokalnega pomena | arheološka dediščina       | bakrena doba                | Višinska eneolitska naselbina, odkrita l. 1937 pri širjenju ceste. |
|       | Hiša Andrenci 48                          | 24955              | Andrenci       |                  |                  | profana stavbna dediščina  | prva polovica 19. stoletja  | Pritlična podkletena hiša krita z dvokapno salonitno streho. Hiša stoji v Andrencih št. 48. |
|       | Palučeva gomila                           | 1045               | Andrenci       | 1992             | lokalnega pomena | arheološka dediščina       | rimska doba                 | Časovno neopredeljena, nepoškodovana gomila. |
|       | Palučeva klet                             | 24956              | Andrenci       |                  |                  | profana stavbna dediščina  | druga polovica 19. stoletja | Lesena cimprana podkletena triprostorna zgradba je krita z opečno kritino. Vhod v klet je iz zunanje strani. Stavba stoji v Andrencih št. 2. |
|       | Rimskodobno gomilno grobišče Magušev gozd | 10658              | Andrenci       | 1992             | lokalnega pomena | arheološka dediščina       | rimska doba                 | Rimskodobno gomilno grobišče; tri gomile, od katerih je ena do polovice izravnana. |
|       | Rimskodobno gomilno grobišče Prelog       | 1011               | Andrenci       | 1992             | lokalnega pomena | arheološka dediščina       | rimska doba                 | Rimskodobno gomilno grobišče tvori 13 gomil. |
|       | Smolkova gomila                           | 1044               | Andrenci       | 1992             | lokalnega pomena | arheološka dediščina       | rimska doba                 | Časovno neopredeljena, nepoškodovana gomila. |
|       | Vršičeva gomila                           | 1043               | Andrenci       | 1992             | lokalnega pomena | arheološka dediščina       | rimska doba                 | Časovno neopredeljena, nepoškodovana gomila. |
|       | Cekmašterjeva kapela                      | 24592              | Brengova       | 1992             | lokalnega pomena | sakralna stavbna dediščina | začetek 20. stoletja        | Kapelico z začetka 20. stoletja pokriva dvokapnica. Fasado členijo le polkrožno zaključen vhod in okna. |
|       | Domačija Brengova 18                      | 1084               | Brengova       | 1992             | lokalnega pomena | profana stavbna dediščina  | konec 19. stoletja          | Zidana, pritlična, delno podkletena hiša in gospodarsko poslopje. Domačija stoji v Brengovi št. 18. |
|       | Domačija Brengova 20                      | 1085               | Brengova       | 1992             | lokalnega pomena | profana stavbna dediščina  | konec 19. stoletja          | Visokopritlična zidana, delno podkletena stanovanjska hiša iz leta 1896 in večje gospodarsko poslopje iz leta 1889. Domačija stoji v Brengovi št. 20. |
|       | Gomila                                    | 1049               | Brengova       | 1992             | lokalnega pomena | arheološka dediščina       | rimska doba                 | Posamična časovno neopredeljena gomila. |
|       | Gomilno grobišče                          | 1048               | Brengova       | 1992             | lokalnega pomena | arheološka dediščina       | rimska doba                 | Rimsko gomilno grobišče je večinoma že izravnano, danes vidna le še ena gomila. |
|       | Pavličeva klečaja                         | 24957              | Brengova       | 1992             | lokalnega pomena | profana stavbna dediščina  | 19. stoletje                | Lesena cimprana podkletena (kamnita obokana klet) stavba iz 19. stoletja, krita z dvokapno salonitno streho. Stavba stoji blizu hiše Brengova št. 72. |
|       | Rimskodobno gomilno grobišče Zorkov gozd  | 1014               | Brengova       | 1992             | lokalnega pomena | arheološka dediščina       | rimska doba                 | Rimskodobno gomilno grobišče, 15 delno prekopanih gomil. |
|       | Zorkova kapela                            | 24593              | Brengova       |                  | lokalnega pomena | sakralna stavbna dediščina | konec 19. stoletja          | Kapela iz leta 1897 z zvonikom. V notranjosti sta kipa Marije in sv. Ane. Kapela stoji blizu domačije Brengova št. 16. Leta 2010 je bila kapela prestavljena blišje zorkovi domačiji zaradi gradnje AC |
|       | Rimskodobno gomilno grobišče Anželov gozd | 1013               | Brengova       |                  |                  | arheološka dediščina       | 2. stoletje                 | Rimskodobno gomilno grobišče, 15 gomil. |
|       | Kapela                                    | 24595              | Cenkova        |                  |                  | sakralna stavbna dediščina | začetek 20. stoletja        | Kapela iz leta 1920 ima visok zvonik in šilasto zaključena okna in vrata. Kapela stoji zraven hiše Cenkova št. 11. Kapela je bila nazadne obnovljena leta 2009. |
|       | Cerkev sv. Antona Puščavnika              | 1069               | Cerkvenjak     | 1992             | lokalnega pomena | sakralna stavbna dediščina | sredina 16. stoletja        | Je enoladijska gotska cerkev iz 1546 z masivnim gotskim zvonikom, kamnitimi šivanimi robovi, gotskim prezbiterijem, baročno kapelo in novejšim prizidkom iz 20. stol. |
|       | Hiša Cerkvenjak 32                        | 9730               | Cerkvenjak     | 1992             | lokalnega pomena | profana stavbna dediščina  | konec 19. stoletja          | Podeželska enonadstropna hiša, zgrajena v drugi polovici 19. stol. V tej hiši je bil rojen Vlado Tušak, danes je v njej privatna etnografska muzejska zbirka Feliksa Rajha. |
|       | Kapelica sv. Janeza Nepomuka              | 22032              | Cerkvenjak     |                  |                  | sakralna stavbna dediščina | konec 17. stoletja          | Kapelica odprtega tipa sloni na štirih okroglih stebrih iz klesanega peščenjaka. V njej je baročni kip Sv. Janeza Nepomuka iz leta 1752. |
|       | Spomenik NOB                              | 1071               | Cerkvenjak     | 1992             | lokalnega pomena | memorialna dediščina       | sredina 20. stoletja        | Tri metre visok obelisk, v katerega so vklesana imena in kraji padlih domačinov, je bil odkrit leta 1962. |
|       | Spomenik padlim v prvi svetovni vojni     | 22033              | Cerkvenjak     |                  |                  | memorialna dediščina       | začetek 20. stoletja        | Značilen kamniti spomenik je posvečen padlim domačinom v prvi svetovni vojni. |
|       | Župnišče, Sv. Anton puščavnik             | 14160              | Cerkvenjak     |                  |                  | profana stavbna dediščina  | konec 16. stoletja          | Župnišče s tlorisom v obliki črke L je iz leta 1599, vendar je gotska stavba izgubila vso pričevalnost. Krajši trakt je bil prizidan kasneje. |
|       | Anželova kapela                           | 24596              | Cogetinci      |                  |                  | sakralna stavbna dediščina | konec 19. stoletja          | Po pisnih virih je na tem mestu stala kapelica že pred letom 1786, konca 19. stoletja je bila povečana in dograjen zvonik. Tloris je pravokoten s triosminskim zaključkom. Na fasadi ni poudarkov. V notranjščini je kip Brezmadežne. Nazadnje je bila obnovljena leta 2011. Kapelica stoji ob hiši Cogetinci št. 54. |
|       | Domačija Cogetinci 53                     | 1086               | Cogetinci      | 1992             | lokalnega pomena | profana stavbna dediščina  | konec 19. stoletja          | Zidana, pritlična, delno podkletena stanovanjska hiša. Vhodni portal je kamnit, polkrožno zaključen, datiran 1890. Nad portalom je letnica obnove 1981. Gospodarsko poslopje je z začetka 20. stol. Domačija stoji v Cogetincih št. 53.                                                                               |
|       | Domačija Cogetinci 75                     | 70                 | Cogetinci      | 1992             | lokalnega pomena | profana stavbna dediščina  | začetek 19. stoletja        | Nizka, lesena "cimprana" ometana in pobeljena, delno podkletena stavba krita s slamo. Stanovanjskemu delu slede gospodarski prostori v ravni vrsti pod isto streho. Na hišnem tramu je letnica 1808. Domačija je bila leta 2015 zaradi slabega stanja porušena.                                                       |
|       | Hauzerjeva zbirka čebelnjakov             | 27928              | Cogetinci      | 2008.            | lokalnega pomena | profana stavbna dediščina  | 19. stoletje                | Šest originalno ohranjenih čebelnjakov, ki so prenešeni iz okolice Cerkvenjaka. Vsi so leseni in kriti z opečnimi strehami (štajerski tip s simetrično dvokapnico, gorenjski tip z enokapnico). Ohranjeni so tudi čebelarski predmeti, orodje, pripomočki. Zbirka stoji na domačiji v Cogetincih št. 25.              |
|       | Vodnjak na domačiji Cogetinci 76          | 1087               | Cogetinci      | 1992             | lokalnega pomena | profana stavbna dediščina  | konec 19. stoletja          | Tipičen lesen vodnjak "na kolo" sestavlja lesena konstrukcija z večjim kolesom in slamnato dvokapno strešico. Vodnjak stoji na domačiji v Cogetincig št. 76. |
|       | Kužno znamenje                            | 71                 | Cogetinci      | 1992             | lokalnega pomena | sakralna stavbna dediščina | začetek 16. stoletja        | Stebrasto znamenje iz leta 1529 se uvršča med kvalitetno oblikovana "slovenjegoriška znamenja", ki izražajo prehod med gotiko in renesanso in spadajo med najlepše te vrste v Sloveniji. Kužno znamenje stoji ob hiši Cogetinci št. 15.                                                                               |
|       | Kužno znamenje                            | 1073               | Čagona         | 1992             | lokalnega pomena | sakralna stavbna dediščina | sredina 17. stoletja        | Tipično slopno znamenje iz 1641 ima plitve niše v razširjenem tabernakljastem nastavku in je pokrito s strmo opečno štirikapnico. Postavljeno je v zahvalo za srečno prebolelo kugo. Znamenje stoji blizu hiše Čagona št. 52.                                                                                         |
|       | Omulčeva hiša                             | 24958              | Čagona         |                  |                  | profana stavbna dediščina  | 19. stoletje                | Lesena cimprana hiša je krita z dvokapno čopasto salonitno streho. Hiša ima tradicionalno razporejene prostore in ohranjeno črno kuhinjo. Ob hiši stoji vodnjak. Hiša stoji v Čagoni št. 44. |
|       | Hiša Grabonoški Vrh 11                    | 25650              | Grabonoški Vrh |                  |                  | profana stavbna dediščina  | začetek 19. stoletja        | Lesena cimprana podkletena (obokana klet) hiša, zgrajena leta 1886, z ohranjeno črno kuhinjo, opremo in pohištvom, krita z dvokapno salonitno streho. Hiša stoji v Grabonoškem Vrhu št. 11. |
|       | Rimskodobno gomilno grobišče              | 1017               | Grabonoški Vrh | 1992             | lokalnega pomena | arheološka dediščina       | rimska doba                 | Rimskodobni gomili del neohranjenega večjega grobišča iz 4. stol. (štiri gomile so bile 1954 pri krčenju gozda izravnane). |
|       | Hiša Komarnica 7                          | 24962              | Komarnica      |                  |                  | profana stavbna dediščina  | 19. stoletje                | Lesena cimprana delno podkletena stavba iz 19. stoletja je krita z opečno dvokapnico. Stavba ima značilno razporeditev vinogradniške stavbe, bivalni del, prostor s prešo in obokano vinsko klet. Hiša stoji v Komarnici št. 7.                                                                                       |
|       | Vinska klet                               | 1091               | Smolinci       | 1992             | lokalnega pomena | profana stavbna dediščina  | konec 18. stoletja          | Lesena, nizka stavba krita s salonitom (nekoč s slamo) ima dva prostora, nekoliko poglobljen prostor služi vinski kleti, v prostoru z odprtim ostrešjem stoji preša z letnicama 1796 in 1889. |
|       | Kajnihova kapela                          | 18278              | Stanetinci     |                  | lokalnega pomena | sakralna stavbna dediščina | konec 19. stoletja          | Kapelico s konca 19. stoletja pokriva dvokapnica. Glavno fasado členijo vogalni pilastri, trikotno čelo, šilasto zaključena vratna in okenske odprtine ter profiliran venec. |
|       | Vajdičeva kapela                          | 24618              | Vanetina       |                  |                  | sakralna stavbna dediščina | konec 19. stoletja          | Kapelica brez profilacije iz okoli leta 1900 ima na zadnji strani mogočen čokat zvonik s stolpičem na vrhu zvonika. Fasade zaključujejo trikotna čela. V notranjosti je kip Marije z detetom. |
|       | Rimska gomila                             | 1067               | Župetinci      | 1992             | lokalnega pomena | arheološka dediščina       | rimska doba                 | Posamična nepoškodovana rimska gomila. |